# Eugenia Huici de Errázuriz
Eugenia Huici Arguedas de Errázuriz, conocida en el arte también como Eugenia Errázuriz o Madame Errázuriz (fundo La Calera, Región de Valparaíso, 15 de septiembre de 1860-Santiago, 1951), fue una mecenas del modernismo y un referente de la moda en París en las postrimerías del siglo XIX y comienzos del XX, considerada como una precursora de la estética minimalista en la decoración de interiores.
Retratada —además de por su marido, el artista y diplomático José Tomás Errázuriz— por los pintores Jacques Émile Blanche, Romaine Brooks, Charles Conder, Paul Helleu, Ambrose McEvoy, Pablo Picasso y John Singer Sargent, tuvo en su círculo de amistades y protegidos a importantes personajes del mundo artístico, como el músico ruso Ígor Stravinsky, el poeta suizo Blaise Cendrars o el escritor y crítico de arte francés Jean Cocteau.

## Biografía
Hija del multimillonario empresario boliviano Ildefonso Huici y Peón y de Manuela Arguedas, Eugenia fue uno de los trece hijos que tuvo este matrimonio. Su padre, que tenía minas de plata, emigró a Chile y se instaló en La Calera, a orillas del río Aconcagua. Fue en el fundo que allí tenían donde habría nacido la futura mecenas, aunque también puede que la madre haya ido a Valparaíso, a unos 60 kilómetros al noreste de La Calera, para dar a luz, ya que algunas fuentes dan este puerto como su cuna.
Estudió en el internado del Colegio de los Sagrados Corazones de Valparaíso, donde aprendió inglés y francés. En 1880 se casó con el pintor José Tomás Errázuriz, hijo del millonario político conservador Maximiano Errázuriz Valdivieso y pasaron su luna de miel en Venecia, donde conocieron a John Singer Sargent, de quien se hicieron amigos y quien más tarde hizo varios retratos de la hermosa chilena. Su primer año de matrimonio, Eugenia lo pasó en la hacienda de los Errázuriz (el fundo Panquehue, en San Felipe, valle del Aconcagua), donde dio a luz a un hijo que murió al poco de nacer. Un tiempo después, en 1893, la pareja partió a París, donde era cónsul el también pintor Ramón Subercaseaux, cuñado de Errázuriz, pues estaba casado con su hermana Amalia.

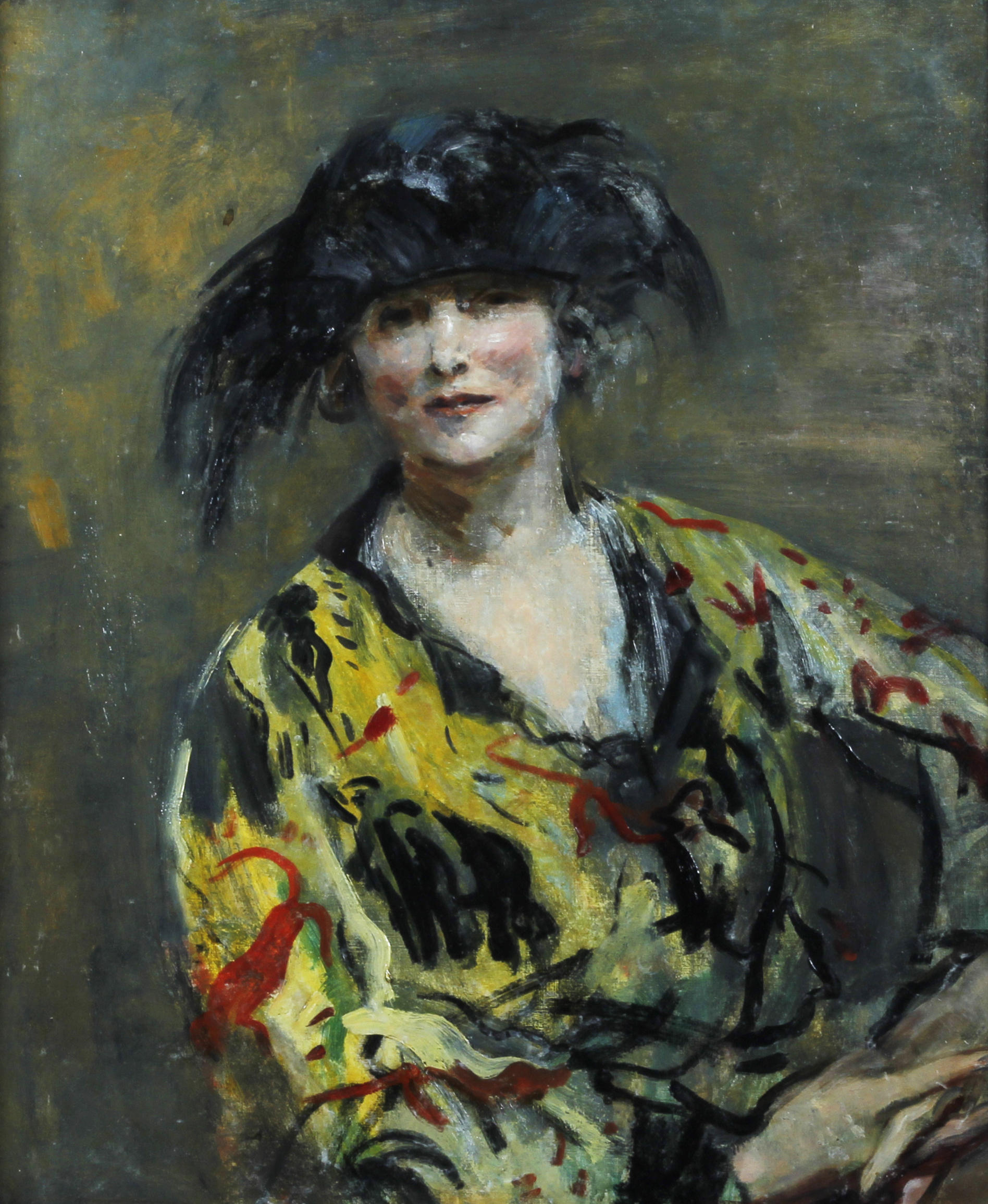
Retrato de Madame Errázuriz, por Ambrose McEvoy.

En 1900 se trasladaron a Londres, donde Eugenia permaneció varios años. En esa época, pasó una temporada en Madrid, donde conoció a Serguéi Diáguilev y a Ígor Stravinsky, compositor que dedicó unas cálidas líneas en su libro Crónicas de mi vida y que gozó del mecenazgo de la millonaria chilena. Después de la Primera Guerra Mundial, se instaló nuevamente en la capital francesa. La tuberculosis de su marido lo obligó a pasar largas temporadas en Suiza y la pareja, en la práctica, se deshizo —habían tenido tres hijos en Europa: Carmen, Maximiano y María—.
En Francia, Eugenia empezó a frecuentar Biarritz, donde alquiló primero y compró después una villa a la que nombró La Mimoseraie por las muchas mimosas que florecían en el jardín. Visita frecuente era Pablo Picasso, quien pasó allí su luna de miel con la bailarina rusa Olga Jojlova y pintó siete murales con tinta azul en las paredes de la casa. Otros protegidos de la chilena fueron entonces el poeta suizo Blaise Cendrars y el ya citado Stravinsky. John Richardson, el historiador de arte británico y biógrafo de Picasso, dedicó un ensayo a Eugenia titulado «Picasso’s Other Mother» (La otra madre de Picasso) que incluyó en su libro Sacred Monsters, Sacred Masters (Maestros sagrados, sagrados monstruos).
Después de la muerte de su marido en 1927, se planteó volver a Chile y le pidió a Le Corbusier unos planos para construir una casa en Zapallar; sin embargo, Villa Eugenia, por paradojas de la vida, se vio concretada en 1931 en otro país, muy lejano de su patria: Japón.
Su hijo Max (Maximiano) murió en 1939. La Segunda Guerra Mundial la pasó en una pieza de la antes concurrida La Mimoseraie; los amigos de antes, ahora famosos, la visitaban cada vez menos, y gran parte de su fortuna se ha esfumado. Terminado el conflicto, permaneció unos años en Francia, pero en 1949 regresó a Chile, donde se instaló en sus fundos de La Calera. La villa de Biarritz fue vendida, al igual que sus pinturas de Picasso. Sobrevivió a un atropello y murió finalmente en Santiago, a los 90 años de edad.

## Estética
«Elegancia significa eliminación», cita Jody Shields en The New York Times a Eugenia Huici —a quien llama Eugenia Errázuriz, por el apellido de su marido pintor—. Y la mecenas practicaba lo que decía. «Aunque ella no diseñó ningún mueble, aunque no tuvo clientes y poco de su trabajo fue fotografiado, es considerada una de las primeras en haber creado una moderna estética minimalista», sostiene Shields.
Admirada por el fotógrafo y modisto británico Cecil Beaton, quien describió mucho de la decoración de la casa de Eugenia, influyó en el diseñador francés Jean Michel Frank. Su mansión de Biarritz, La Mimoseraie, era su laboratorio creativo. Allí, bajo el aplauso de Pablo Picasso y personajes de la cultura de la época, «elevó la simplicidad a una forma de arte».
Beaton, en The Glass of Fashion (El espejo de la moda), escribió que «su efecto en el gusto de los últimos cincuenta años ha sido tan enorme que toda la estética de la decoración interior moderna y muchos de los conceptos de simplicidad, admitidos mayoritariamente hoy, pueden ser desplegados en su extraordinario umbral». Así describió Beaton una sala de la casa: «En las paredes blancas, Picassos abstractos sin marcos; en las ventanas, cortinas de lino a rayas azules y blancas, fresquitas, con cara de recién lavadas, y el diván y las sillas tapizadas con género de algodón color índigo». La decoración simple de la villa encantó al escritor Blaise Cendrars y le inspiró las secuencias D'Outremer à indigo (De ultramar a índigo).
Frank sostenía «que todo lo que sabía lo había aprendido de Eugenia. Ella le había enseñado a desterrar los bibelots (figurillas) de las mesas», de moda durante la Belle Époque, «y a destacar tan sólo un objeto precioso o un cuadro en una pared. Le había revelado que amueblar una casa consiste en quitarle muebles, en despejar el espacio. El carácter depresivo y sombrío de Jean-Michel y su esnobismo exacerbado contrastaban con la luminosidad de Mme. Errázuriz», se señala en Los forjadores del gusto moderno, un reportaje realizado en vísperas de la inauguración de una exposición celebrada en el Museo Nacional de Arte Decorativo de Argentina en 2004 dedicada a la mecenas chilena y al diseñador francés. El encuentro de ambos en Francia «a principios del siglo XX tuvo consecuencias notables en la vida cotidiana de hombres y mujeres para quienes aquellos dos nombres eran absolutamente desconocidos. Aún hoy millones de casas y de oficinas en todo el mundo responden a los cánones estéticos impuestos en la decoración de interiores por la aristocrática señora de Errázuriz y el atormentado Frank».

## Galería

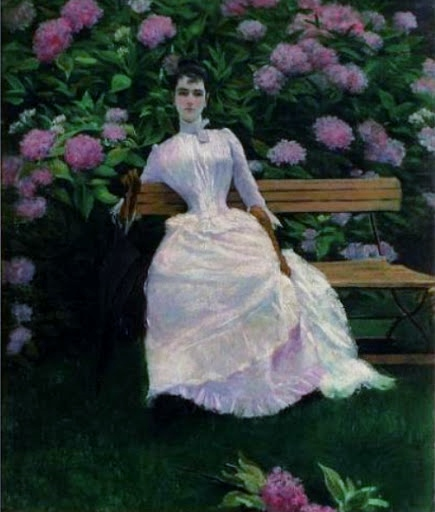
Eugenia hacia 1880, José Tomás Errázuriz
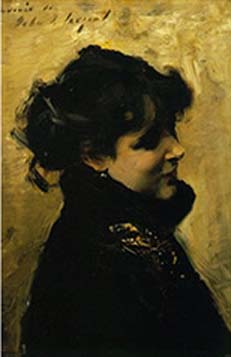
Eugenia hacia 1882, John Singer Sargent
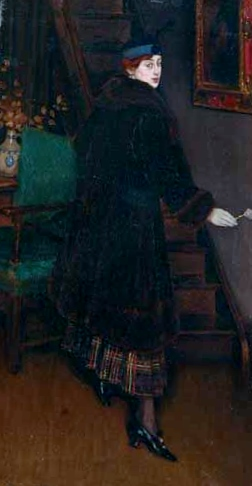
Carmen Errazuriz Huici hacia 1913, José Tomás Errázuriz
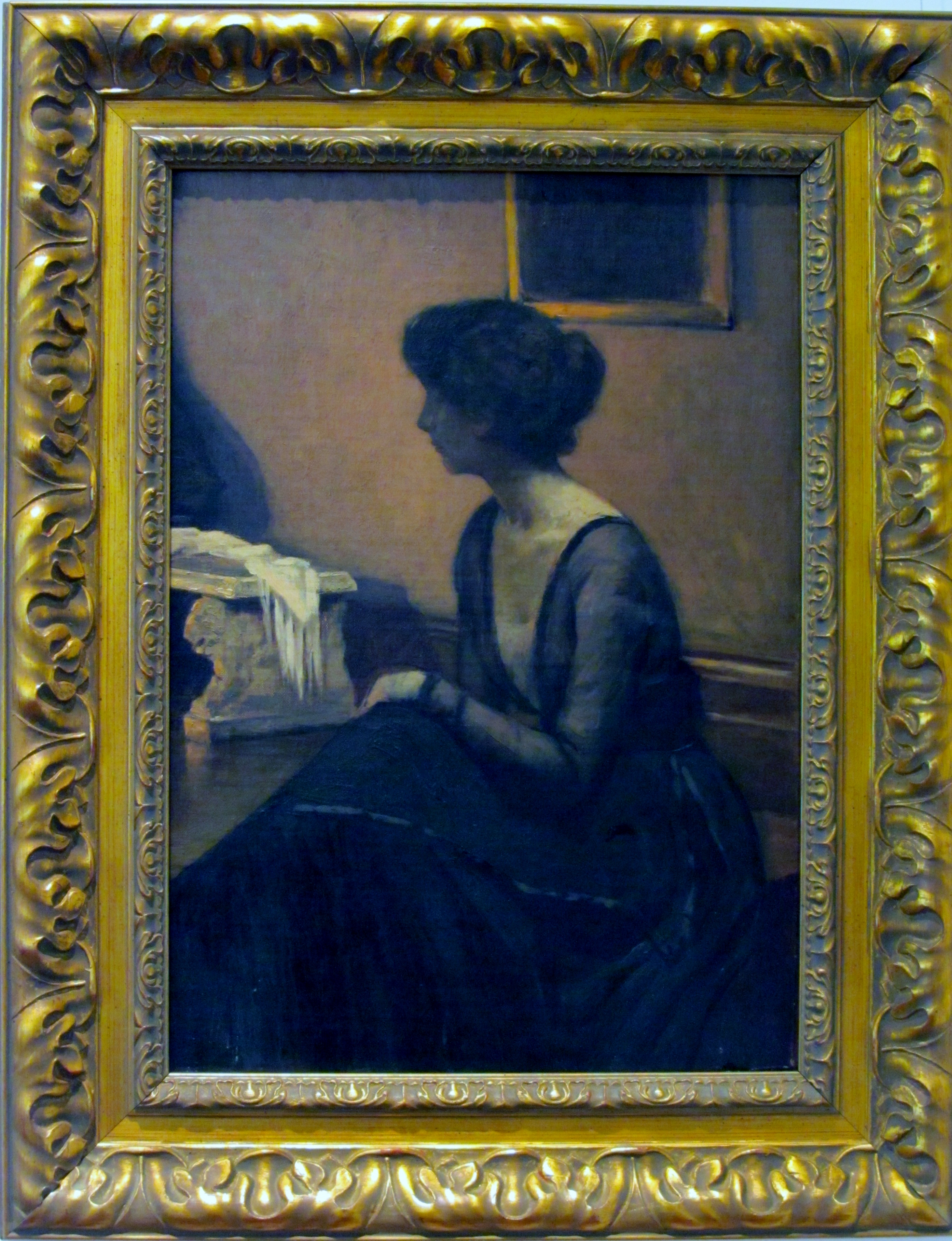
José Tomás Errázuriz
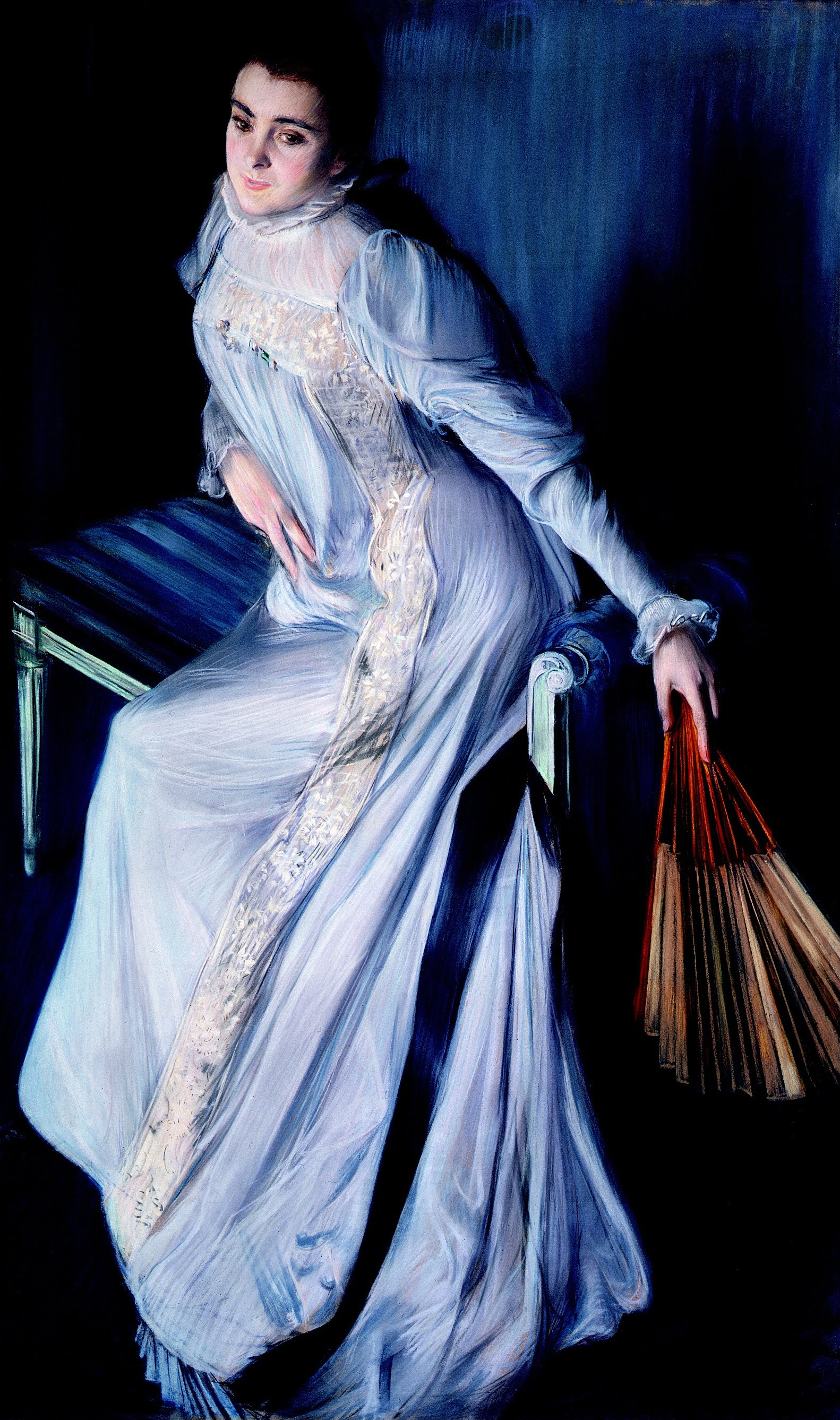
Jacques Émile Blanche
Otro retrato de Sargent
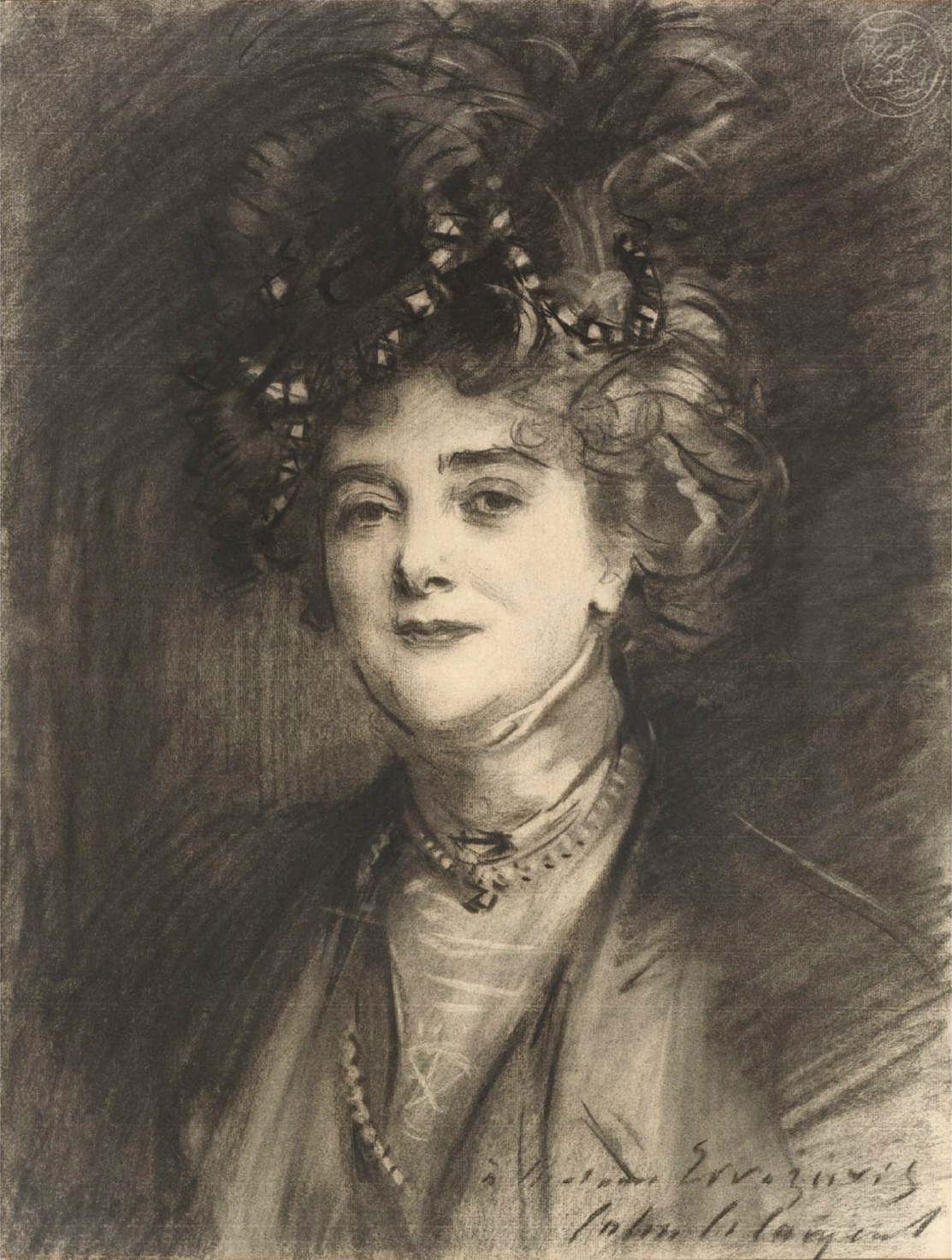
Retrato al carboncillo, Sargent
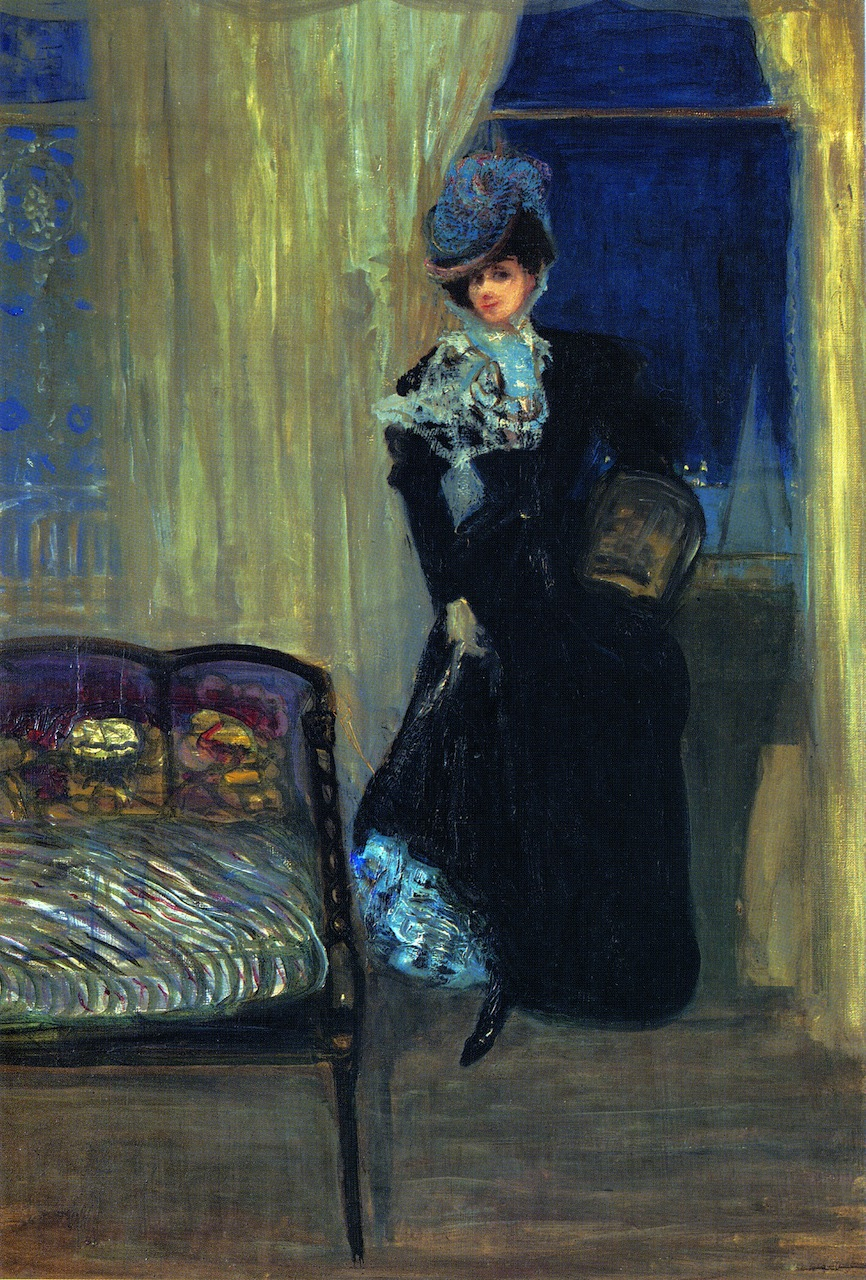
Charles Conder